# Libanasidus vittatus
Libanasidus vittatus är en insektsart som först beskrevs av Kirby, W.F. 1899.  Libanasidus vittatus ingår i släktet Libanasidus och familjen Anostostomatidae. Inga underarter finns listade i Catalogue of Life.

## Bildgalleri

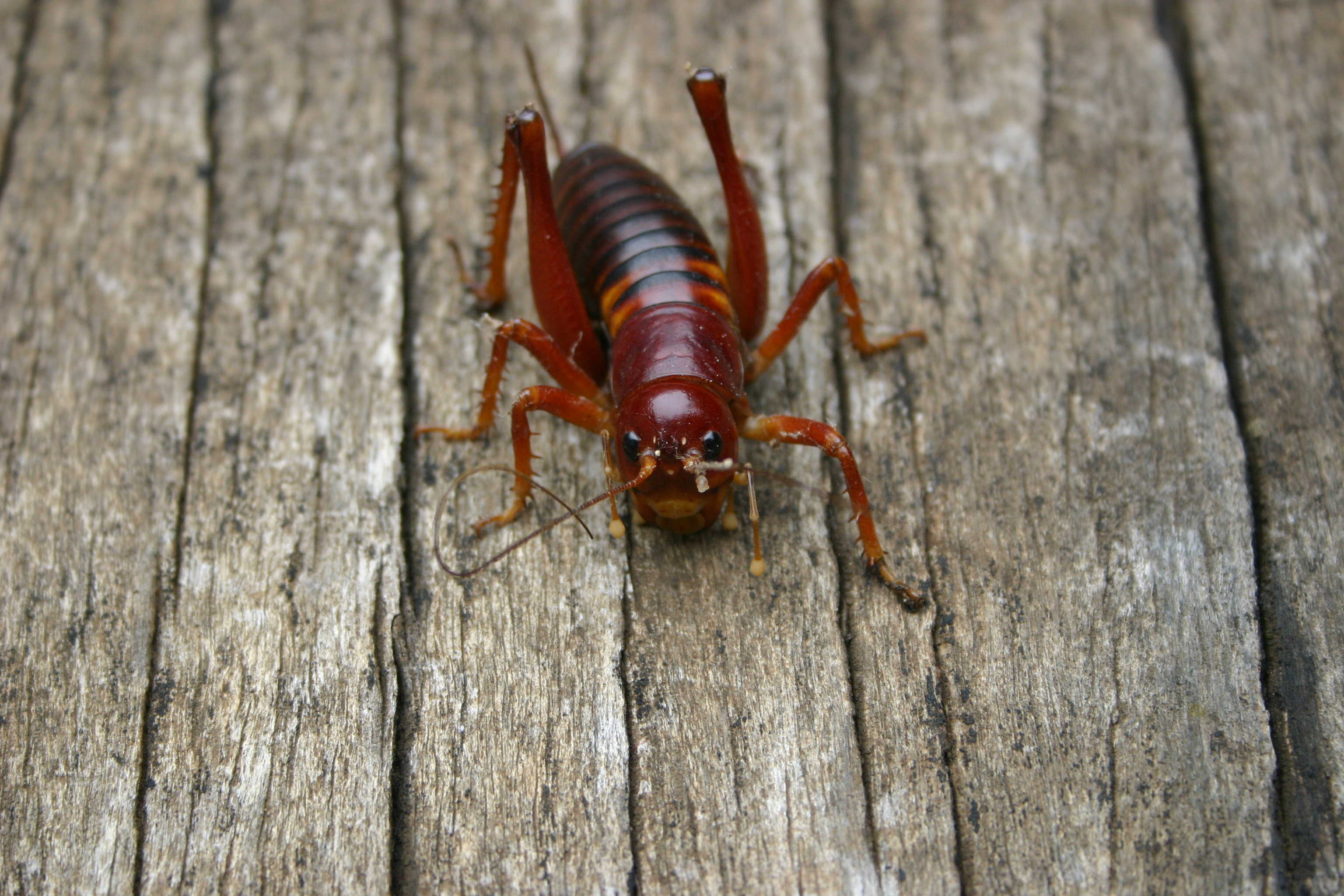
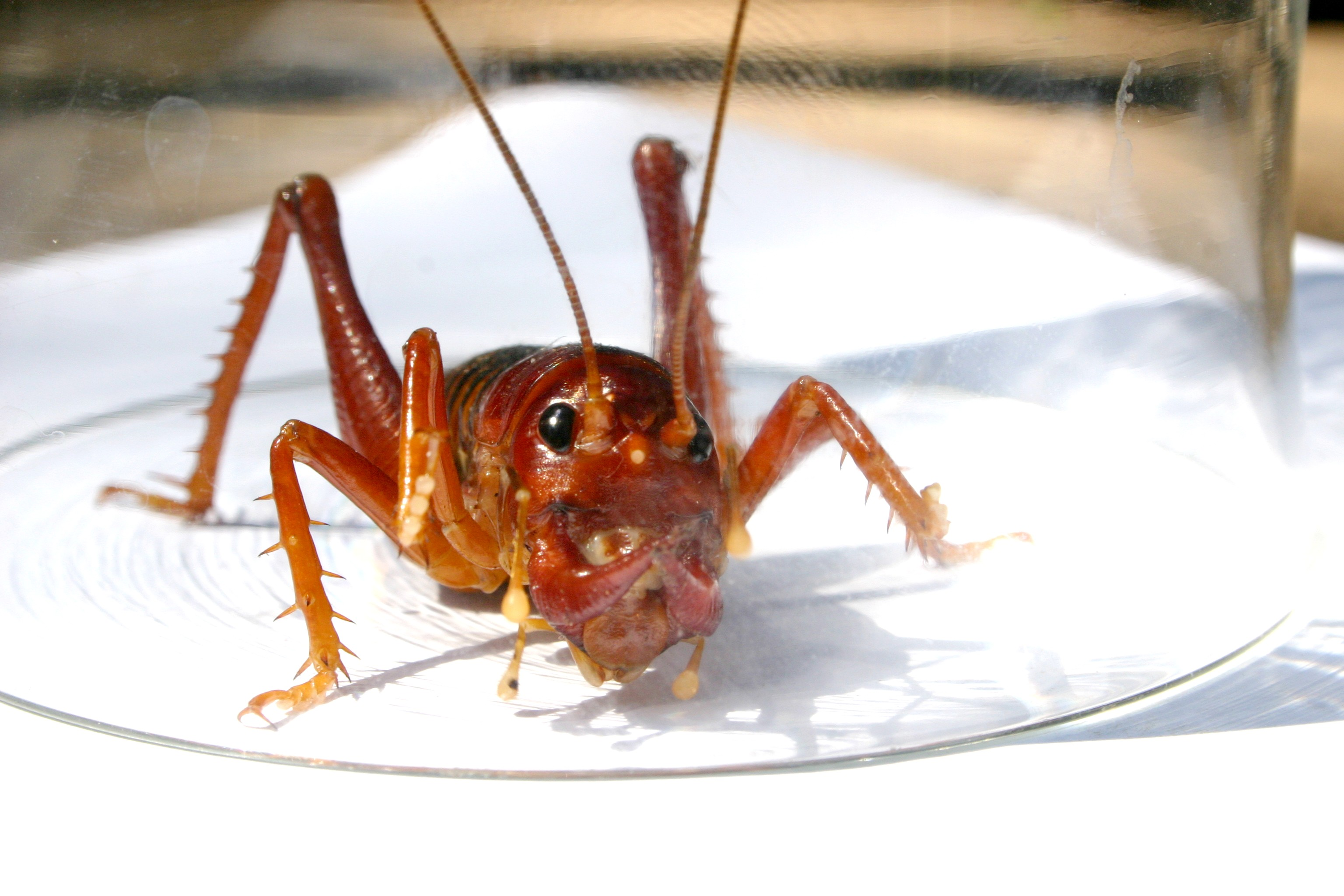